# John Stephen Bazin

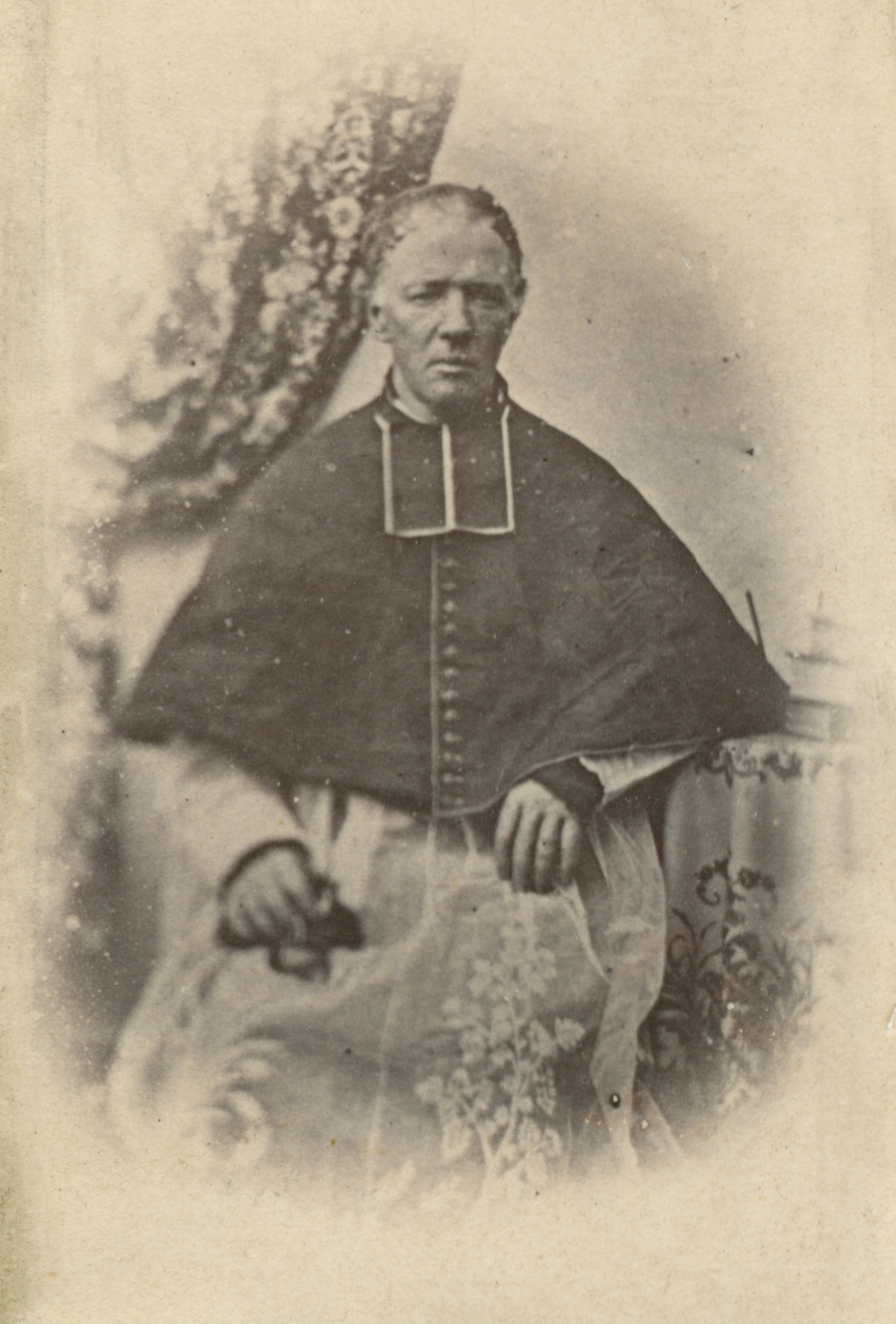
John Stephen Bazin, dritter Bischof von Vincennes (Indiana)

John Stephen Bazin, anglisiert aus französisch Jean Étienne Bazin (* 15. Oktober 1796 in Duerne, Frankreich; † 23. April 1848 in Vincennes, Vereinigte Staaten), war ein französischer Geistlicher in den Vereinigten Staaten und Bischof von Vincennes in Indiana.

## Leben
Bazin emigrierte in die Vereinigten Staaten und empfing dort am 22. Juli 1822 das Sakrament der Priesterweihe für das spätere Apostolische Vikariat von Alabama und Florida und heutige Erzbistum Mobile.
Am 23. April 1857 wurde Bazin zum Bischof von Vincennes ernannt. Die Bischofsweihe spendete ihm am 24. Oktober desselben Jahres der Bischof von Mobile, Michael Portier; Mitkonsekratoren waren John Baptist Purcell, Bischof von Cincinnati, und Célestin Guynemer de la Hailandière, sein Vorgänger als Bischof von Vincennes.
Bazin starb im Alter von 51 Jahren in seiner Bischofsstadt.